# Генипа американская
Генипа американская (лат. Genipa americana) — плодовое дерево семейства Мареновые.

## Описание
Генипа — листопадное дерево высотой 18—33 м.
Листья овальные, слабо-зазубренные, длиной 10—33 см, шириной 4—13 см; с выделяющейся главной беловатой жилкой.
Плод овальный, 9—15 см длиной и 7—9 см шириной, с тонкой, будто покрытой перхотью кожицей — и ароматной беловатой, желтеющей на воздухе, мякотью.
Семена, жёлтые или коричневые, 1—1,25 см длиной, собраны в центральной полости.
Плоды генипы американской, подобно плодам Мушмулы германской, съедобны только тогда, когда перезревают и становятся мягкими.

## Распространение
Генипа американская встречается как в диком виде, так и в культуре на островах Карибского моря и на всём протяжении от Южной Мексики до Аргентины. В незначительном количестве она культивируется также на Филиппинах.

## Использование
Полностью созревшие плоды генипы съедобны в необработанном виде и могут быть также использованы как приманка для ловли рыб.
Сок недозрелых плодов бесцветен, но на воздухе окисляется и становится иссиня-чёрным, благодаря этому свойству он используется американскими индейцами в качестве краски для нанесения нательных рисунков. Эта краска довольно стойкая и не смывается в течение 15—20 дней.
Сок генипы или пережженые листья генипы (перорально) также применяются как народное средство индейцев Перу для избавления от сомика-паразита кандиру.
В настоящее время сок генипы также используется как пищевой краситель.